# Mount Boennighausen
Mount Boennighausen är ett berg i Antarktis. Det ligger i Västantarktis. Inget land gör anspråk på området. Toppen på Mount Boennighausen är 2 970 meter över havet.
Terrängen runt Mount Boennighausen är kuperad åt nordost, men åt sydväst är den bergig. Mount Boennighausen är den högsta punkten i trakten. Trakten är obefolkad. Det finns inga samhällen i närheten.